# Sundsjön (Grebo socken, Östergötland)
Sundsjön är en sjö i Åtvidabergs kommun i Östergötland och ingår i Motala ströms huvudavrinningsområde.